# مقاطعة شارليفوي (ميشيغان)
مقاطعة شارليفوي (بالإنجليزية: Charlevoix County, Michigan، تُلفظ: /ˈʃɑːrləvɔɪ/) هي مقاطعة تقع في شمالي شبه الجزيرة السفلى ولاية ميشيغان في الولايات المتحدة. بلغ عدد سكانها 25949 نسمة في تعداد عام 2010 حسب إحصاء مكتب تعداد الولايات المتحدة وتصل الكثافة السكانية فيها 24 نسمة/كم2.

## وصلات خارجية
- United States Counties